# Бабка (єврейська кухня)

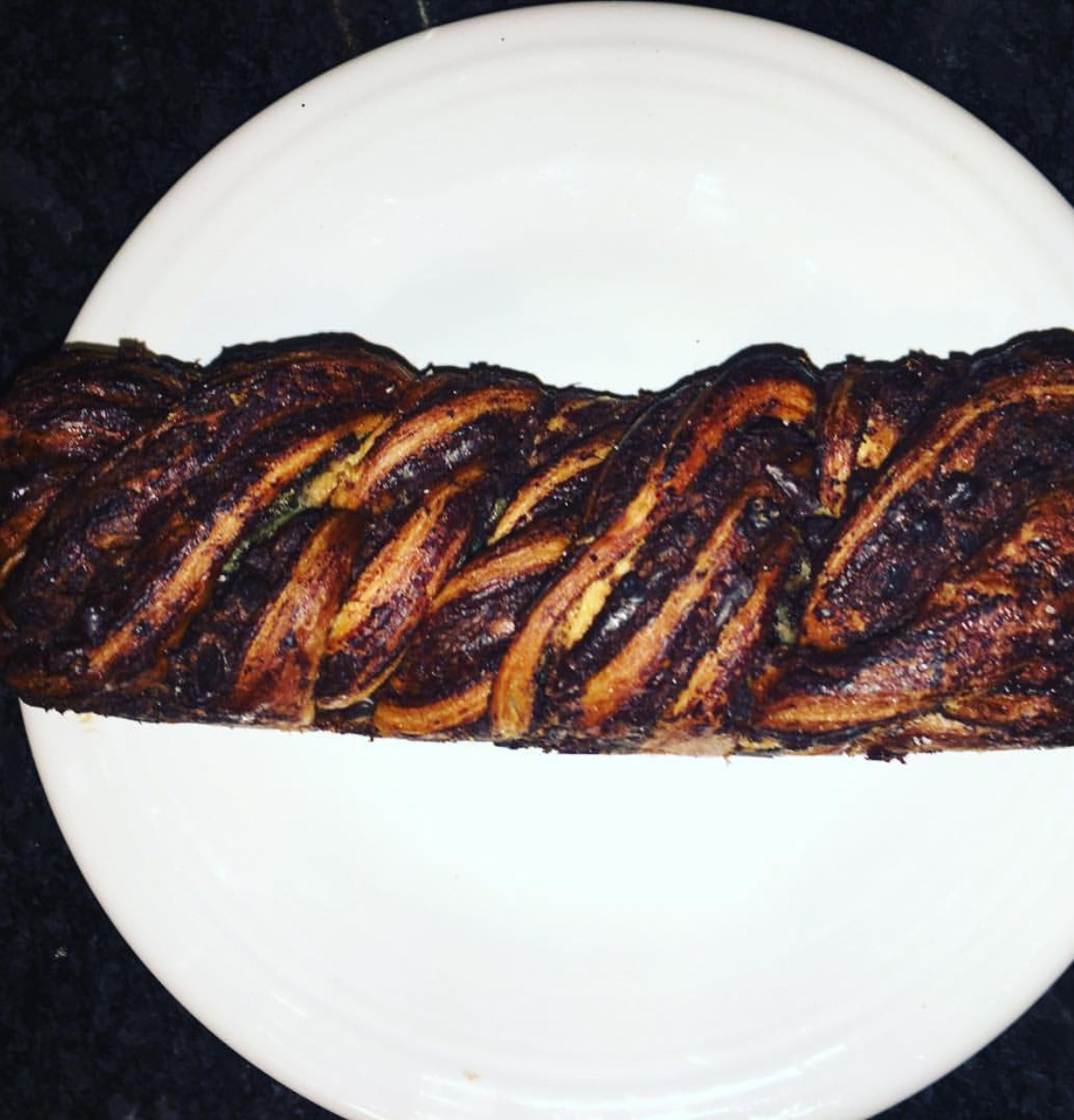
Шоколадна Бабка

Бабка (англ. babka) — це солодкий плетений хліб, який виник у єврейських громадах Польщі та України   . Він популярний в Ізраїлі (часто його називають просто дріжджовий пиріг: עוגת שמרים) і в єврейській діаспорі. Бабку готують із дріжджового тіста, яке розкачують і намазують начинкою, такою як шоколад, кориця, фрукти чи сир, а потім згортають і заплітають перед випіканням.

## Історія
Бабка виникла в єврейських громадах Центральної Європи на початку XIX століття.  Зайве тісто для хали згортали з фруктовим варенням або корицею і випікали як буханець хлібу разом із халою.  Шоколад спочатку не використовувався, оскільки він не був загальнодоступним; Шоколадна бабка, ймовірно, була американською розробкою середини XX століття . Її назва (хоча не обов'язково сама страва) може бути пов'язана з типом великодньої випічки, популярною в Польщі та Україні, відомою як баба або зменшувальним словом бабка, що означає «бабуся», споріднене у мові їдиш bubbe.
Незважаючи на те, що польська та українська бабки є однойменними з єврейськими, зовнішній вигляд і приготування кожної бабки кардинально відрізняються. Східноєвропейська бабка отримала свою назву через високі, міцні, рифлені боки, сформовані на традиційній сковороді, і нагадують бабусину спідницю. Для порівняння, варіант, представлений емігрантами до Нью-Йорка, складається з ниток здобного дріжджового тіста, переплетених і випечених у формі для хліба  .
Про єврейську бабку майже не чули за межами польської єврейської громади аж до другої половини XX-го століття. Пекарні європейського зразка почали пропонувати його наприкінці 1950-х років в Ізраїлі та США. Окрім шоколаду, стали популярними різноманітні начинки, включаючи мак, мигдалеву пасту, сир та інші, а деякі пекарі почали наповнювати його штрейзелем.
До 1970-х років бабка була широко популярним ашкеназьким єврейським делікатесом у Нью-Йорку. Найвідомішою комерційною пекарнею є Green's у Брукліні. Ашкеназька нью-йоркська бабка, як правило, має більш плоску та прямокутну форму і відрізняється від ізраїльської бабки. Хоча, ймовірно, кожна єврейська пекарня того періоду пропонувала бабку, Green's став широко поширюватися на кошерних ринках у цьому районі та в інших єврейських американських громадах до 2000-х років, і популярність бабки продовжувала зростати в Сполучених Штатах.
У 2010-х роках Бабка в ізраїльському стилі стала доступна в Нью-Йорку. Одним із прикладів є популярна ізраїльська пекарня з Тель-Авіва, що належить Гаді Пелегу, Breads Bakery, відкрила філію та почала продавати свою бабку в ізраїльському стилі  з традиційними начинками, такими як кориця, а також нетрадиційними начинками, такими як Nutella, яблуко та чізкейк, а також несолодка версія з заатаром і сиром фета. За свою шоколадну бабку вони отримали кілька місцевих нагород  .

## Приготування
Бабка складається із збагаченого або шаруватого тіста; яке подібне до того, що використовується для хали чи круасанів відповідно, які розгортають і намазують різноманітними солодкими начинками, такими як шоколад, цукор з корицею, яблука, солодкий сир, Нутелла, макова начинка або родзинки, які потім заплітають або як відкритий або закритий джгут, политий цукровим сиропом, щоб зберегти свіжість і зробити хліб більш вологим. Іноді бабку вкривають топпінгом з стрейзелю.

## Варіації

### Ізраїльський стиль
Бабка в ізраїльському стилі (עוגת שמרים) готується з шаруватого тіста, збагаченого маслом, яке потім кілька разів складають і згортають, щоб створити багато різних шарів, подібних до того, що використовується для ізраїльського ругелаху, а також тіста для круасанів. Бабка в ізраїльському стилі доступна з більшим набором начинок і форм. Найчастіше з тіста формують форму для хліба, але іноді з нього виготовляють окремі бабки, бабки у формі пирога, сформовані у формі кільця, або заплітають і запікають у вільній формі, або формують окремі закрутки, схожі на сирну соломку. Найпопулярнішими начинками є шоколад, який зазвичай готують із Hashachar Ha'ole (ізраїльська шоколадна паста), mohn (начинка з солодкої макової пасти) і солодкий сир, який зазвичай виготовляють з gvina levana. Рідко їх вкривають топпінгом штрейзель. Зазвичай вона солодка; однак солоні варіанти також популярні в Ізраїлі, часто містять лабне та заатар. Бабку також часто випікають у вигляді «троянд» — окремих тістечок, що нагадують троянду. Вони також можуть бути зроблені із закритою косою, на відміну від більш поширеної відкритого джгута.

## У масовій культурі
В епізоді Сайнфельда «The Dinner Party» багато згадується як бабка з шоколадом, так і з корицею, причому головний герой висловлює занепокоєння статусом останньої як «меншої бабки».

## Див.також
- Бріош
- Хала
- Леках
- Бабка (страва)
- Картопляна бабка